# 瓦勒德维里约
瓦勒德维里约（法語：Val-de-Virieu，法語發音：[val də viʁjø]）是法国伊泽尔省的一个市镇，属于拉图尔迪潘区。该市镇于2019年由原市镇维里约和帕尼萨日合并而成，行政中心位于维里约。

## 地名
“瓦勒德维里约”（Val-de-Virieu）一名在法语中意为“维里约之谷”。

## 地理
瓦勒德维里约（45°29'11"N, 5°28'34"E）面积16.26 平方千米，位于法国奥弗涅-罗讷-阿尔卑斯大区伊泽尔省，该省份为法国东南部内陆省份，北起顺时针与安省、萨瓦省、上阿尔卑斯省、德龙省、阿尔代什省、卢瓦尔省和罗讷省。
与瓦勒德维里约接壤的市镇（或旧市镇、城区）包括：谢略、瓦朗科涅、帕拉德吕湖村、比尔桑、沙邦、布朗丹、杜瓦桑、奥约。
瓦勒德维里约的时区为UTC+01:00、UTC+02:00（夏令时）。

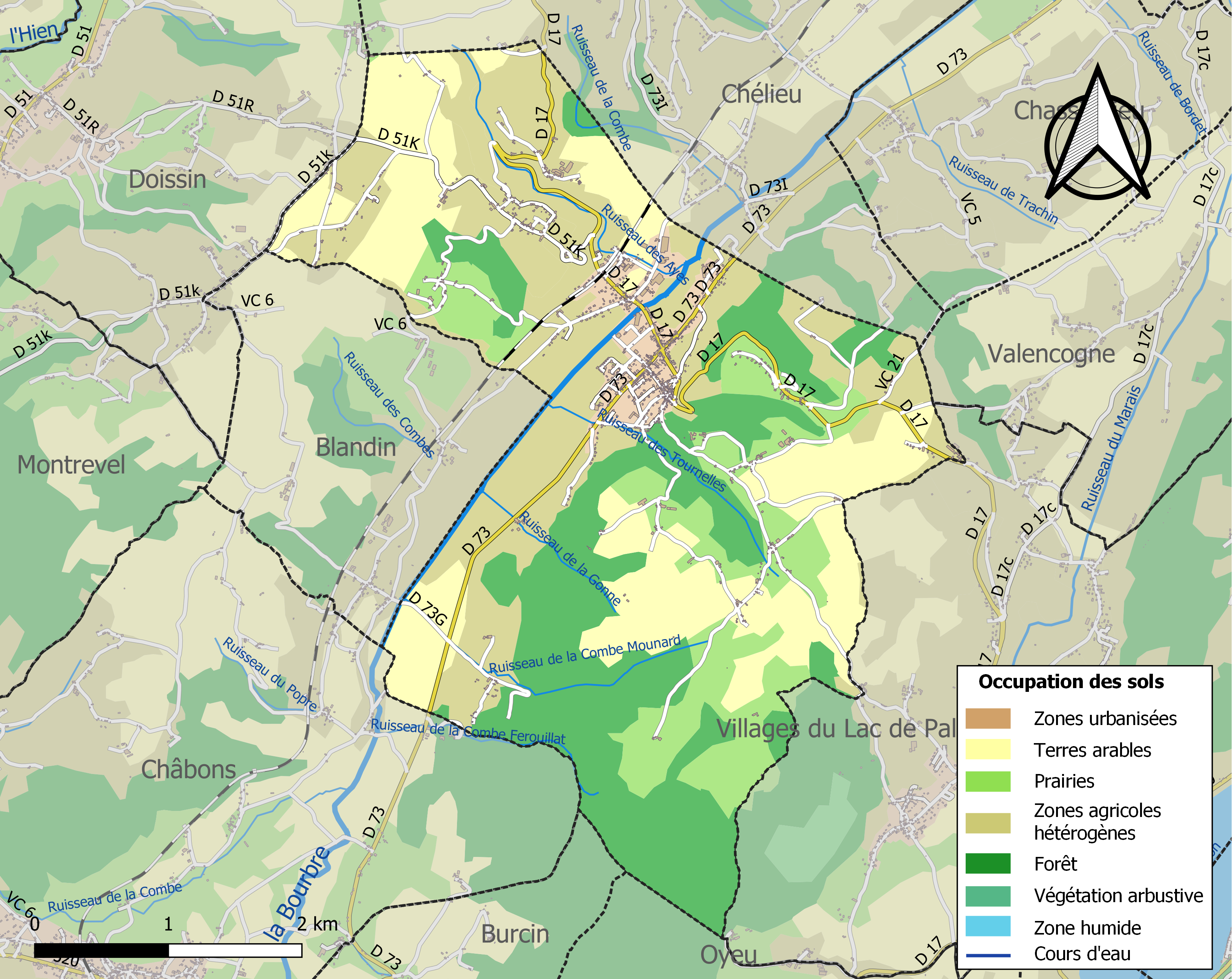
瓦勒德维里约的OSM定位图

## 行政
瓦勒德维里约的邮政编码为，INSEE市镇编码为38560。

## 政治
瓦勒德维里约所属的省级选区为大朗斯县。

## 人口
瓦勒德维里约于2022年1月1日时的人口数量为1534人。